# Твауреби
Твауреби (груз. თვაურები) — село в Грузии, на территории Каспского муниципалитета края (мхаре) Шида-Картли.

## География
Село находится в центральной части Грузии, на правом берегу реки Ксани, на расстоянии приблизительно 10 километров (по прямой) к северо-востоку от города Каспи, административного центра муниципалитета. Абсолютная высота — 846 метров над уровнем моря.

## Население
По результатам официальной переписи населения 2014 года, в Твауреби проживал 81 человек (42 мужчины и 39 женщин). В национальной структуре населения осетины составляли 88,9 %, грузины — 9,9 %, абхазы — 1,2 %.
| Год  | Население, человек |
| ---- | ------------------ |
| 2002 | 140                |
| 2014 | ↘ 81               |